# Corollospora pulchella
Corollospora pulchella är en svampart som beskrevs av Kohlm., I. Schmidt & N.B. Nair 1967. Corollospora pulchella ingår i släktet Corollospora och familjen Halosphaeriaceae.   Inga underarter finns listade i Catalogue of Life.